# 호르헤 란도 미술관
호르헤 란도 미술관(스페인어: Museum Jorge Rando)은 스페인 말라가에 위치한 미술관으로 스페인 최초의 표현주의 미술관다. 미술관에서 호르헤 란도 화가와 다른 예술가의 작품을 둘러볼 수 있다.

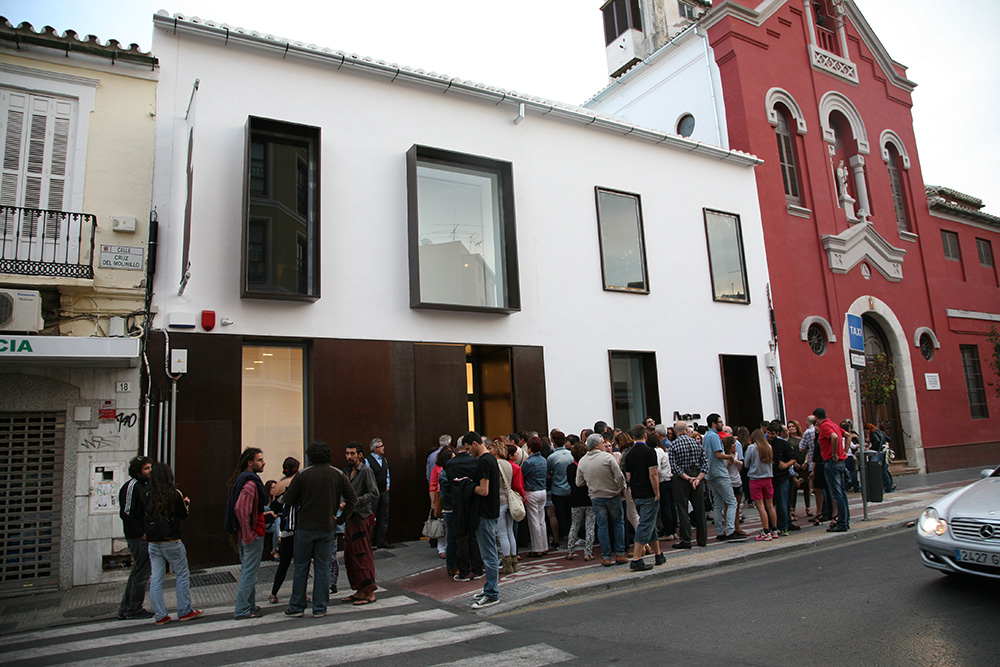
호르헤 란도 미술관 정면

2014년 5월 18일 개원됐다.

## 미술관
미술관 가장 중요한 목적은 호르헤 란도의 작품 연구와 보급이다. 그리고 그림과 조각과 건축과 철학과 문학과 영화와 음악도 연구한다.

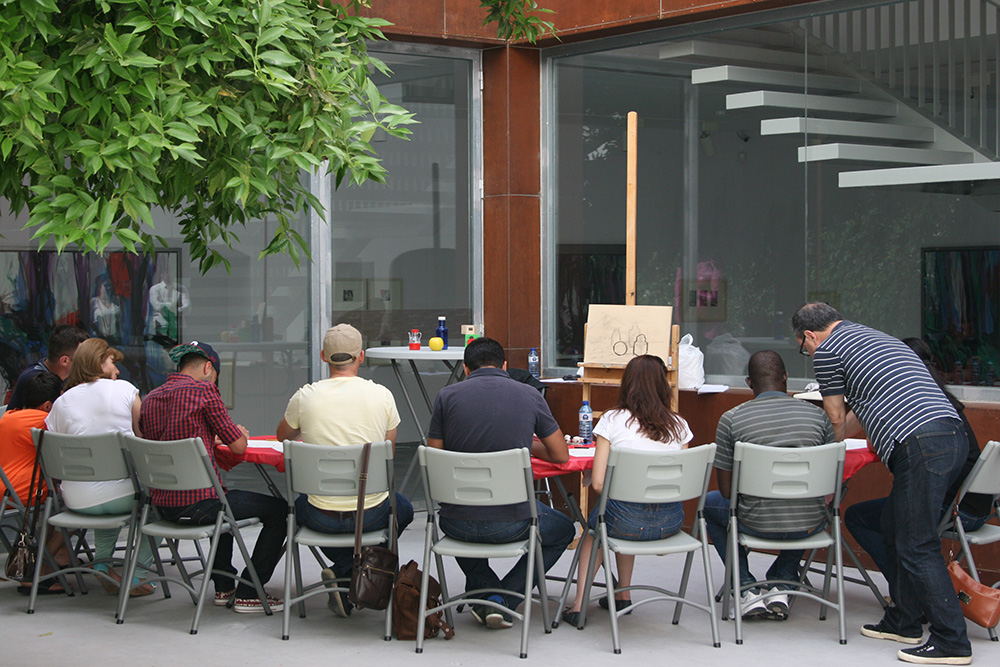
CEAR과 미술.
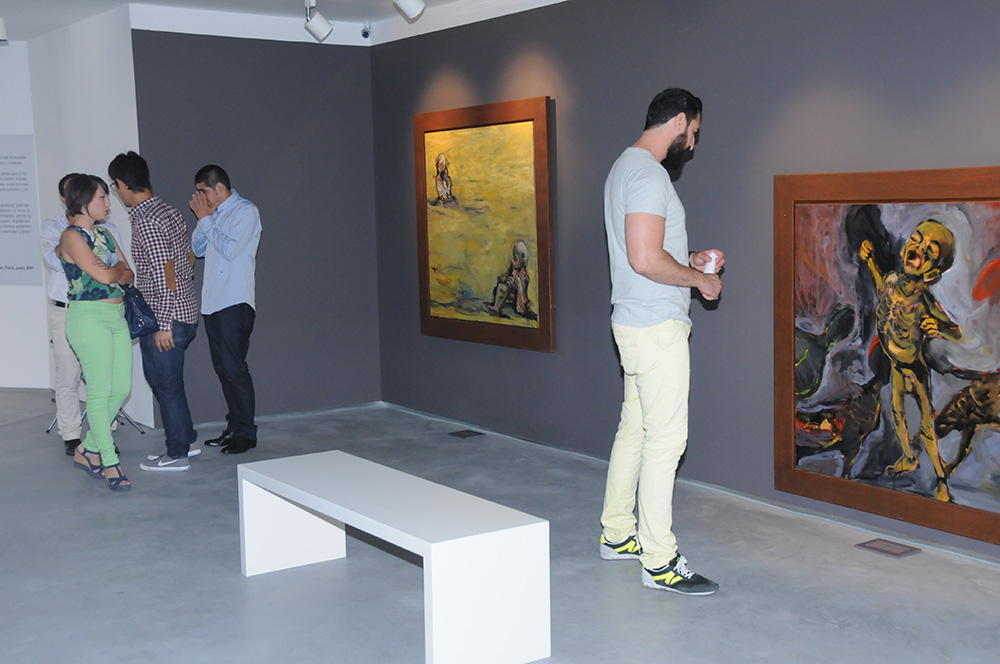
호르헤 란도 미술관 4호실
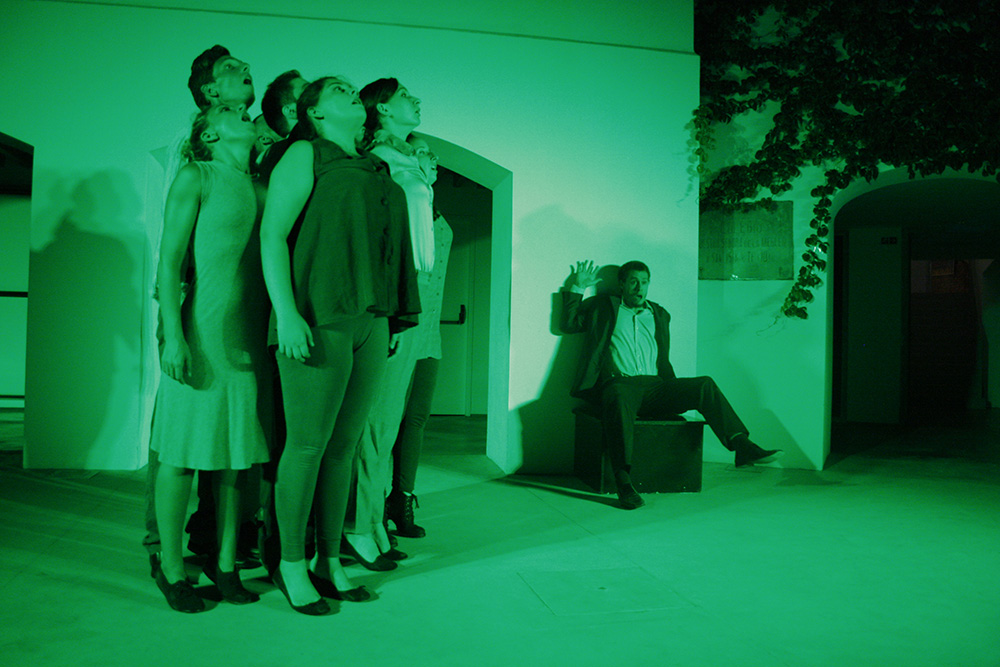
'Personne', 'El Gabinet' (문학 이벤트).
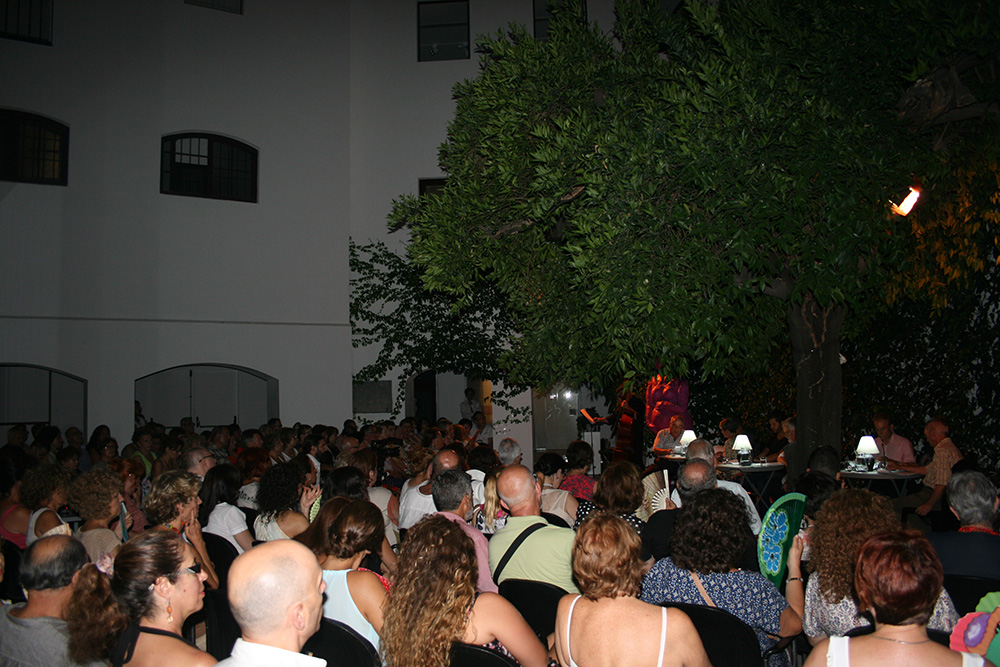
시 이벤트

## 전시회

### 호르헤 란도의 작품

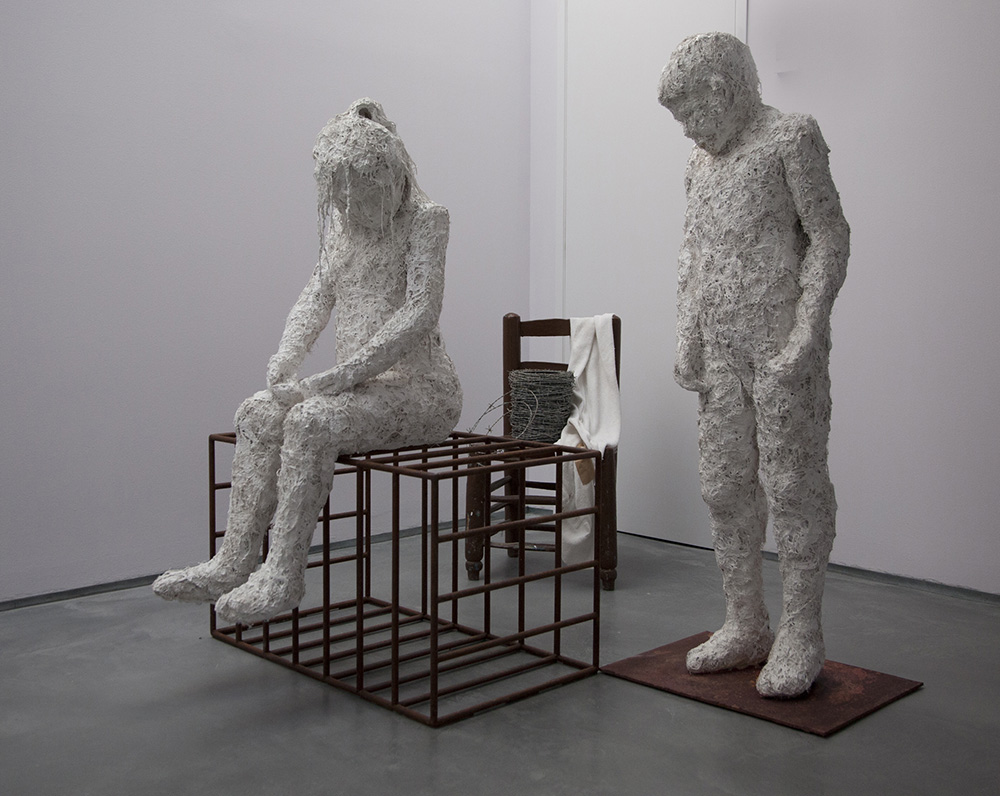
'아이' 조각, '성매매' 컬렉션.
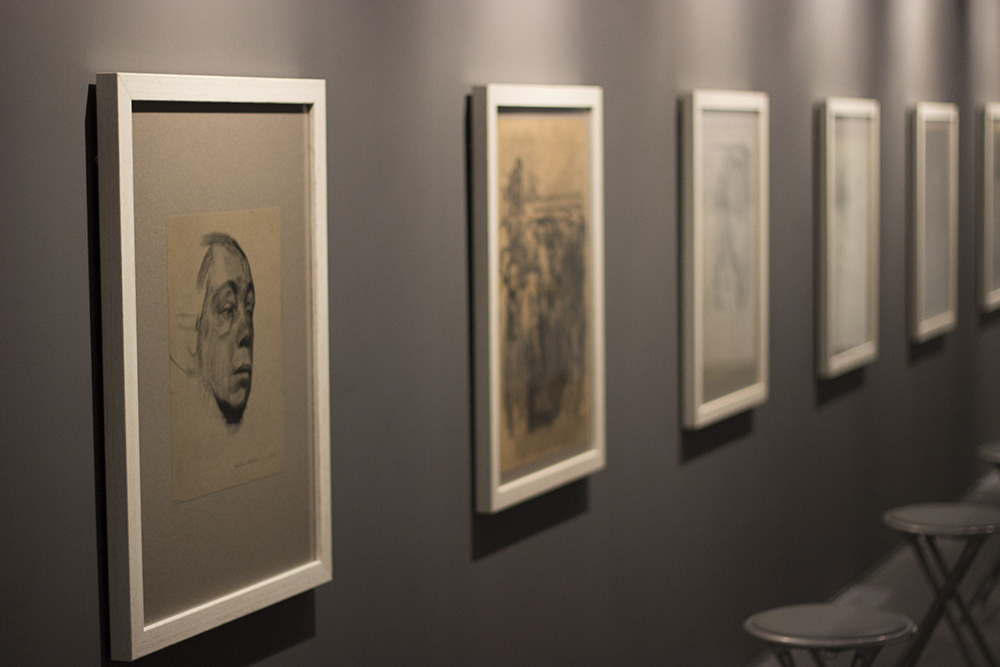
케테 콜비츠의 전시회.
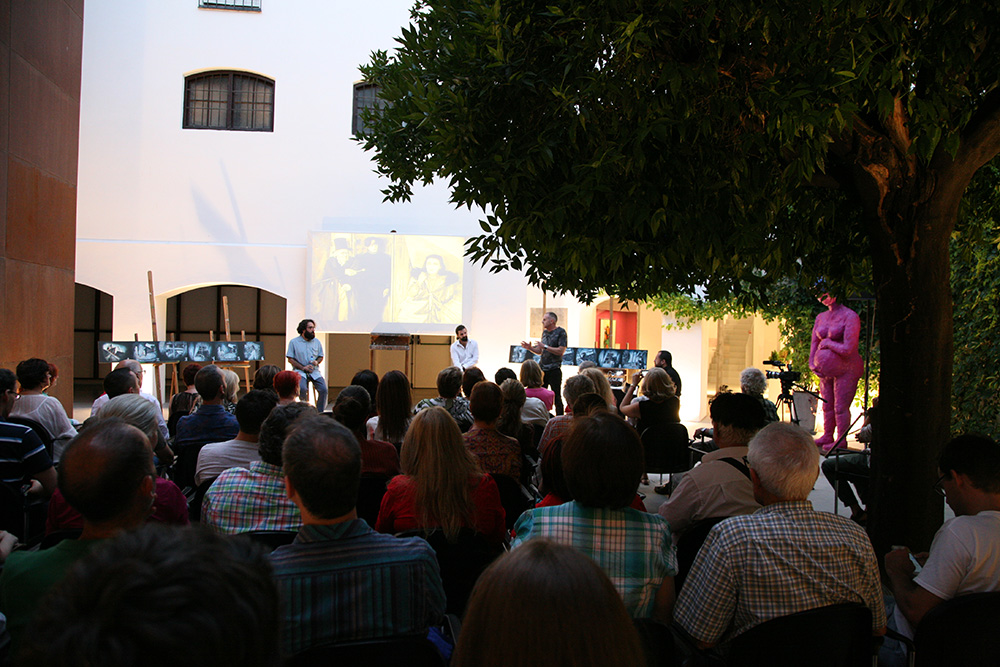
빛과 그림자('Luces y sombras')
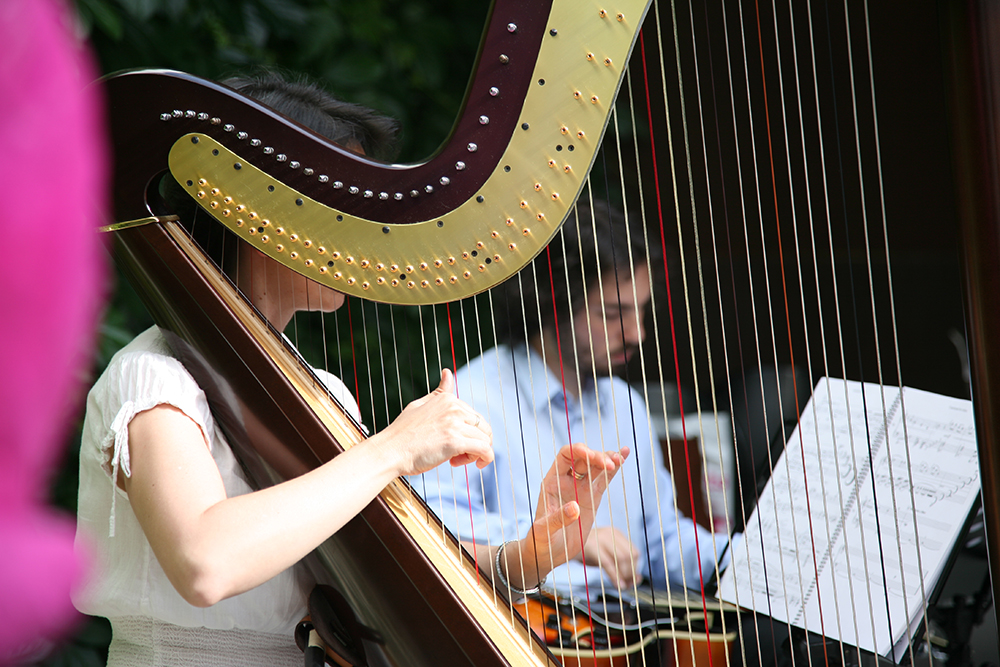
소리의 색깔('El color del sonido')
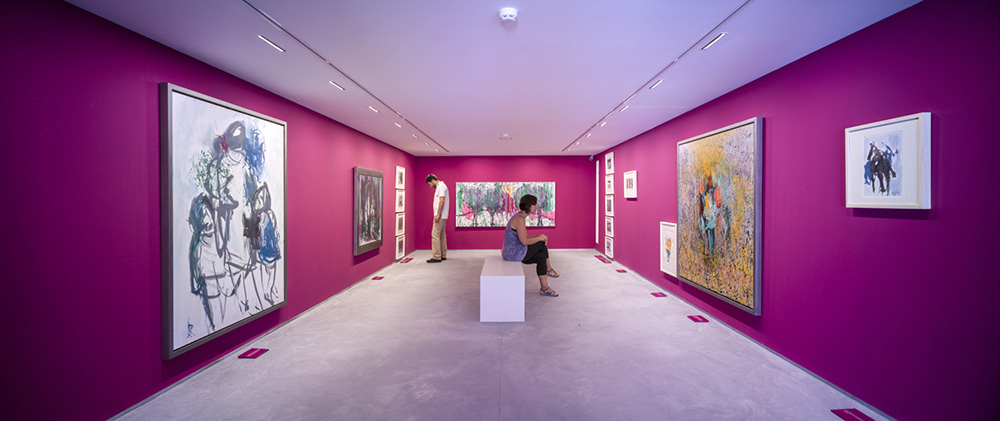
호르헤 란도 미술관 3호실
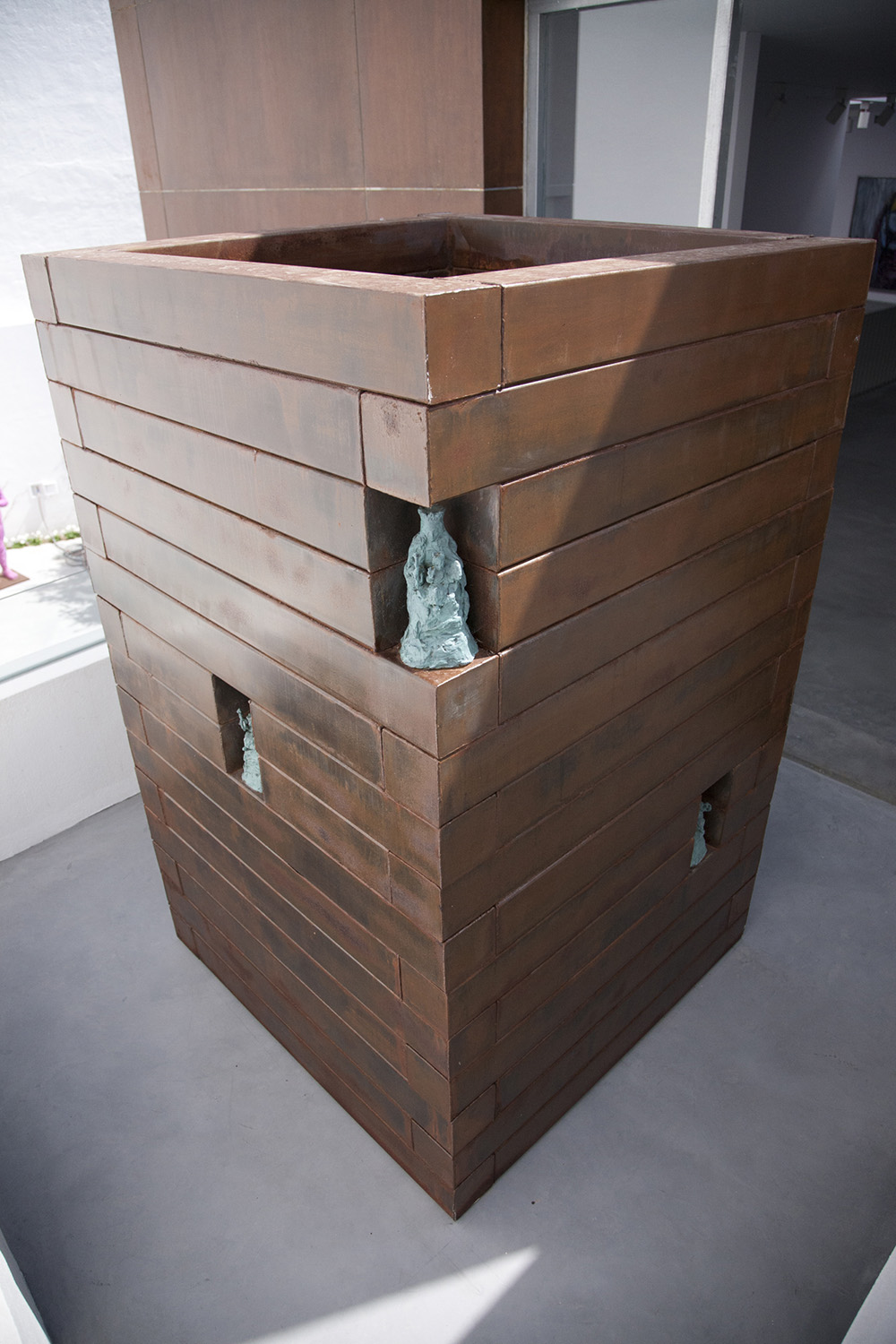
처녀 빅토리아(Virgen de la Victoria)